# Dolichandra cynanchoides
Dolichandra cynanchoides es una especie de enredadera de la familia Bignoniaceae; nativa de Sudamérica, especialmente de Argentina, Bolivia, Ecuador, Paraguay, Perú, Uruguay y Brasil.  En Argentina se la cita para las Provincias de: Buenos Aires, Catamarca, Chaco, Córdoba, Corrientes, Entre Ríos, Formosa, Jujuy, La Rioja, Misiones, Salta, Santiago del Estero, Santa Fe y Tucumán.

## Descripción
Es una liana leñosa, de tallo muy largo, de 4-11 m, con verrugas.

### Hojas
Follaje coriáceo, glabro, hojas perennifolias, verde oscuras, opuestas, compuestas por 2folíolos de 3 a 6 cm cada uno, agudos, con zarcillo trífido, de 5-8 cm de largo.

### Flores
Flores tubulares de 6 cm de largo, péndulas, amarillentas que cambian a rojizo anaranjado, y que pueden encontrarse solas o agrupadas. Florece todo el año. La polinización es por colibríes.

### Frutos
Fruto alargado, chato, pardo, leñoso, con numerosas semillas, planas, membranosas. Mide de 6 u 8 cm de largo por 1 cm de diámetro en su parte media.

## Taxonomía
El género fue descrito por Adelbert von Chamisso  y publicado en Linnaea 7: 658. 1832[1833].
Sinonimia
- Bignonia coccinea Vell.
- Dolichandra cynanchoides var. latifolia Hassl.
- Macfadyena coccinea (Vell.) Miers
- Macfadyena cynanchoides (Cham.) Morong
- Macfadyena dolichandra (Steud.) Benth. & Hook.f. ex B.D.Jacks.
- Spathodea dolichandra Steud.[3][4]

## Nombres comunes

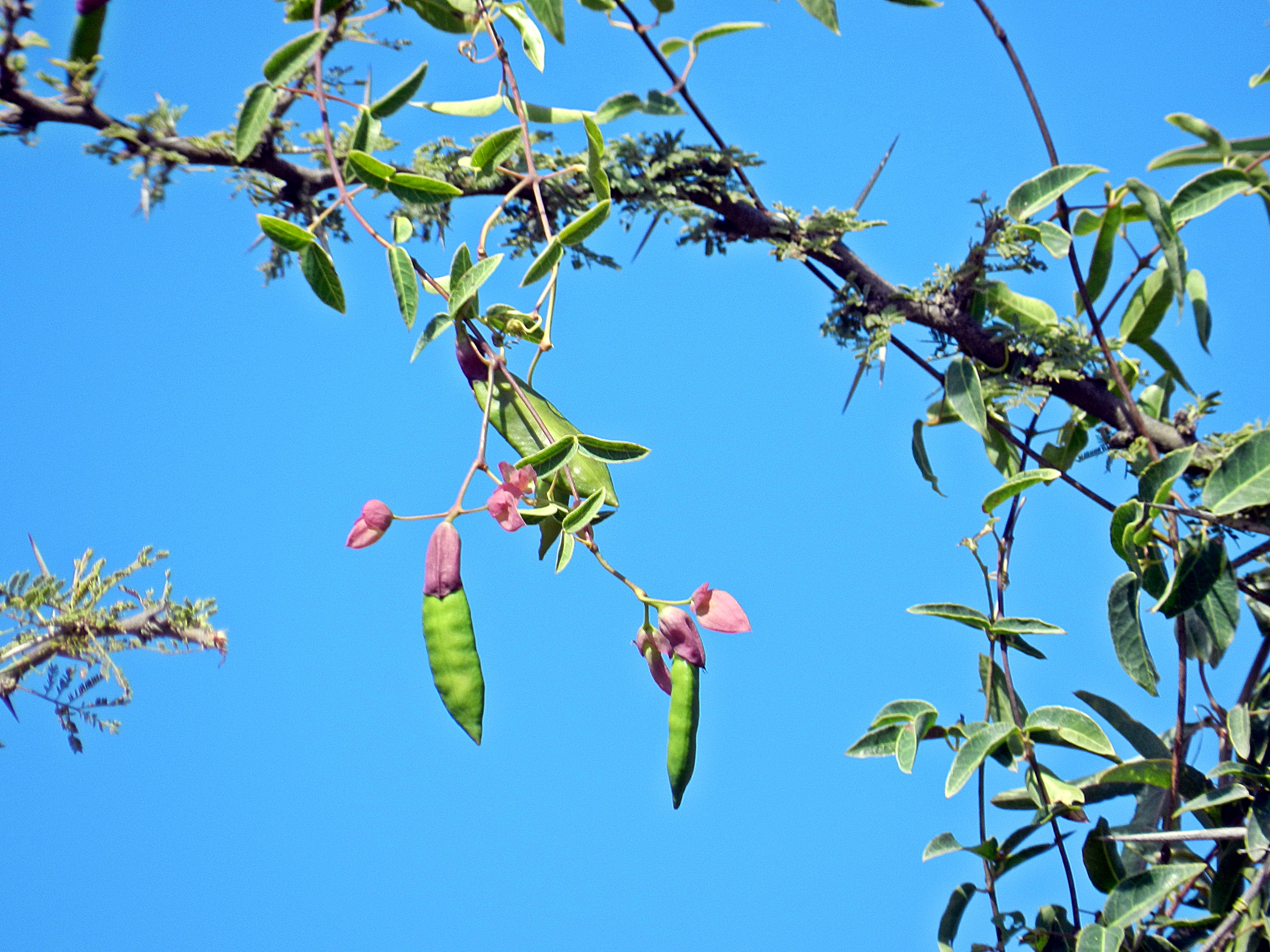
Bayas de Sacha guasca en el Cerro Colorado

- Bayas de Sacha guasca en el Cerro ColoradoSacha guasca, sacha huasca, teyú isipó, sachagusano, toca del monte.El nombre común Sacha huasca (sachaguasca), del quichua 'sacha: del monte, silvestre, salvaje' y 'guasca / huasca: soga, liana'; con el significado de “liana silvestre” o “liana de monte”.[1]